# 少林寺传奇
《少林寺传奇之亂世英雄》又稱《少林寺傳奇》，是河南电视台制作的古装武侠剧。顾问释永信，武术指导程小东，都晓导演，該剧于2008年首播。

## 播出時間
| 频道                 | 所在地   | 播映日期 | 播出时间 |
| -------------------- | -------- | -------- | -------- |
| 中央电视台电视剧频道 | 中国大陆 | 2008年   |          |

## 演员表

### 主要演員
| 演员             | 角色   | 介紹 |
| 鲍国安 童年:馬良 | 智遠   | 少林寺方丈，年龄大约在40-50岁之间。智远年轻的时候是个大将军，武功造诣高，却因为不想继续战争而使智远家破人亡；在慧可万念俱灰的时候，他看到了少林寺的出现，与此同时慧可疲倦而绝望的眼睛里流露出了希望与震惊之色；就这样慧可与少林寺的渊源由此开始。 |
| 李冲             | 惠橼   | 小娥的哥哥，少林寺弟子，年龄大约在25-30岁之间。有着憨厚朴实的性格，是众弟子中最早追随智远。此人悟性虽不高，但有着勤奋好学的态度，对方丈的话也是句句不忘的；同时对师弟们的照顾也是无微不至、细心而又耐心的督导他们的武功！平常而又不起眼的扁担，在惠橼的手中成了制胜的法宝。 |
| 李渊             | 惠石   | 魏朝太子，少林寺弟子，年龄大约在20岁左右。喜欢抱打不平，仗义相助，由于无法忍受欺凌弱小的行为，而经常出其不意的提及各种意见，心里藏不住任何事情，冷静、悟性高，还很帅。凭着机灵的头脑，把虎拳打得活力四射、铮铮有声、虎虎生风、标致威猛、挥洒自如，也因而受到小师弟羡慕的眼光！大约6岁8岁的时候，被高洋追杀，幸得秦丰保护，来到少林寺。自从惜月来到少林寺找到自己的父亲后，惠石就爱上了她，虽然两人相爱，但终究无法在一起。 |
| 叶剑卫           | 惠努   | 少林寺弟子，年龄大约在22岁左右。拥有强壮、矫健的身体，(是个典型粗狂的汉子)脑子灵活，平时爱把师兄弟拿来开玩笑，是个幽默又不缺乏正义之士。惠努的如意套是藏身于腰间，它弯曲软如一条蛇，在空中犹如耍杂技一般的转换着，凌空上下一抖，绳子如同戏曲演员收水袖一般。性格急，沉不住气，可为人豪爽，富有同情心，但容易相信别人，让人有乘虚而入的机会。                                                                               |
| 谢苗             | 惠忍   | 少林寺弟子，年龄大约在20-22岁之间。惠忍性格温情，有勇有谋，关键的时候总能凸显出他的冷静与智慧。与此同时，惠忍也不忘帮助贫民，把自己平时省下来的食物分发出来，最痛恨的就是以强欺凌，杀人如草芥。与惠忍形影不离的是这支萧，空闲的时间他总是喜欢一个人静静的吹着，配着优雅的环境总是有种画中的仙境！遇到危险的时候，萧也是惠忍最独特的武器，常常使人眼前一亮。惠忍也是唯一一位贯穿少林三部曲的主演！                          |
| 王小龙           | 惠空   | 少林寺弟子，年龄大约是8岁。惠空是方丈在寺庙门口拣进来的，对他就像是自己的孩子一样。天真、稚气的脸孔常常浮现在惠空的脸上，心地善良，待人友善的他，经常受到师兄们的“欺负”；同时最疼爱他的也是师兄们！对于有危险的人，惠空总是愿意出于援助之手，解救他们！ |
| 乔乔             | 小娥   | 少林寺弟子惠橼的妹妹，年龄大约在19-23岁之间。外表温柔娇美、灵秀逼人、楚楚动人，她有着善良的心地，和她的大哥有着截然不同的性格和外表。如不说，谁也想不到憨厚老实的惠橼竟然有着这么漂亮的妹妹！由于小娥幼年的时候，家中变故，惠橼不得将幼小的妹妹送入他人家中寄养。惠努多次救她，因此小娥对惠努有了爱慕之心，可惠努因自己是出家人，一直逃避小娥的爱意。                                                                      |
| 潘元甲           | 沒兄弟 | 少林寺弟子，年龄大约在15-16岁之间。本是一个流浪汉，但在机缘巧合的情况下结识了少林五弟子！从此开始跟随他们，并以兄弟相称。当他看见漂亮的女孩时，总能有着出其不意的招法。他的身上流有一股正义之气，事情却往往不像他想得那样，因此也经常带来各种他所闯下的后果。致使方丈和弟子们总是不停的为他善后！ |

### 其他角色
| 演员   | 角色   | 介紹 |
| 孫卉凝 | 陳惜月 | 神秘教教主，陳光之女，黑衣刺客。年龄19岁。惜月的相貌是美丽无比，心中藏有着一个巨大的秘密，使得她做事怪异，不接受任何人的帮助，也从不和人谈心；即使貌美无比，也让人觉得孤傲。在她的身上总会有着一把精致的劈手，没人知道，也无法了解她心中的痛处，后来到达少林寺后爱上了惠石，不过苦于惠石是出家人，所以终究无法在一起。 |

## 單元

### 斷臂方丈
| 演员   | 角色   | 介紹 |
| 黄秋生 | 高奇   | 洛陽王。年龄大约在35-40岁之间。是当今皇上的堂弟，也是朝廷的命官，王爷经常在府门口施粥，因此受到百姓的爱戴，而百姓也认为王爷本人是个勤政廉洁的官爷；故不知这都是王爷所安排的戏目，事实上正好相反，为人凶残，心狠手辣，而后洛阳王还有一个更大的阴谋，再逐步夺取皇位。 |
| 王刚   | 高洋   | 北齊皇上，高奇的堂兄 |
| 计春华 | 孙霸   | 洛陽王高奇部下。年龄大约在20-30岁之间。孙霸原是一方恶霸，后来被洛阳王高奇收复于自己门下，此人武功高强，对洛阳王更是愿意出力，因此深得王爷的赏识。同时也和洛阳王干下许多罪行，嚣张、跋扈、仗势欺人、狂妄自大常常伴随他左右。                                         |
| 袁東新 | 獨眼人 | 孫霸的部下，死於和尚之手。 |
| 尹瑞雪 | 太監   | |
| 周中和 | 管家   | |
| 張宏林 | 老鬼   | 孫霸的部下，為孫霸身邊的得力助手，与孫霸狼狽為奸。於第2集後被惠石燒死。 |
| 董亞軍 | 高夫人 | 高奇的夫人 |

### 石柱頭
| 演员   | 角色   | 介紹 |
| 潘长江 | 左县令 | 汝阳縣县令，真名左豪 年龄30-35。心術不正，依靠自己的舅舅抢来的钱财贿赂上官，以求自己升官，但是看起来和不是一个十足的恶官。老妖子嫁祸少林寺，左县令为不招惹是非，找人为少林和尚顶罪。最终于老妖子一起跌落山谷而死                                  |
| 于承惠 | 老幺子 | 年龄大约在40-50岁之间。是汝阳县令的舅舅，从小贪图享受，不学正道；后来和人学了邪门歪道，为了使自己的武功更有成就，把原本清秀的一张脸弄得丑陋不堪！成为土匪头子，依靠外甥的庇护，杀人越货，无恶不作，與外甥左豪狼狽為奸，最终于左豪一起跌落山谷而死 |
| 郭宏慶 | 李捕頭 | 年龄大约在40岁左右。是左豪的部下。虽在官府当差，内心还存在着一丝正义的思想。 |
| 郭輝   | 眉心志 | |
| 李方成 | 山子   | 年龄大约在20-25岁之间。勇于保护自己的村庄，维护自己的财产，内心同样流着正义之血，致使与惠努他们成为朋友。为铲除土匪贡献了巨大的力量。 |
| 扈冀濤 | 土匪甲 | 老妖子的手下 |
| 楊世超 | 燈籠   | 年龄大约在20-25岁之间。老妖子的手下，为了打探消息给老妖子，取得少林弟子的信任，混入惠努他们之中。 |

### 奪架沙
| 演员           | 角色     | 介紹 |
| 午馬 童年:張衡 | 道桓     | 方丈的師兄，北齊國師，武功高強，心狠手辣，圖謀不軌，為了不擇手段得到架挲還不給少林寺，還對不起少林寺，後被少林寺的弟子得到架挲，最坏的人是他自己，於第23集死於亂箭之中=為了不過方丈而被高洋失法繳殺。 |
| 王刚           | 高洋     | 北齊皇上，高演之兄 |
| 王奎榮         | 高演     | 常山王，婁太后的兒子，高洋之弟，表面忠義善良，內心陰險狡詐，野心勃勃，與道衡勾結，他的目標是想置少林和尚於死地。                                                                                      |
| 朱怀旭         | 婁太后   | 因身体不好，常在屋内休息调养。她是高演的母亲，对于高演内心的想法是清晰如澈的！只求平安：路途中受伤，被惜月所救。从而结下一段缘。                                                                      |
| 蔣小波         | 信僧     | |
| 楊春生         | 傷僧     | |
| 袁洪起         | 鄴山住持 | 为了阻止智远和高洋的战斗，曾不顾自己，请求高洋饶恕他们。 |
| 石寶善         | 鄴城方丈 | 为了阻止智远和高洋的战斗，曾不顾自己，请求高洋饶恕他们。 |
| 趙子万         | 假方丈   | 假冒方丈者 |
| 劉敬堯         | 智慧大師 | |
| 方世雄         | 店主     | |
| 程大春         | 石匠     | 一个爱慕小娥许久的人，在机缘巧合的情况下，得以表自己的想法。 |
| 李一山         | 老漢     | |

### 菩提劍
| 演员   | 角色              | 介紹 |
| 陳佳佳 | 蓮心              | 魔女，黑蓮教教主，楊堅的前妻。年龄大约在16-20岁之间。连心有着美妙的身姿，娇艳的容貌，年轻美丽，俨然从画中走出来的女子。然而身世的凄惨使她练就了一身的武功，为的就是找仇人报仇！在这背后的代价竟然是容貌急速的苍老和性格的转变。途中竟被没兄弟和惠忍他们所再三相救，最终改邪归正。 |
| 李遠   | 鷹老大            | 黑蓮教叛徒，年龄35-40岁左右。一路上追随蓮心，有着铲除她的决心，後被蓮心所殺 |
| 梁棟   | 白眉俠            | 黑蓮教叛徒，年龄35-40岁左右。一路上追随蓮心，有着铲除她的决心，後被蓮心所殺 |
| 侯杰   | 護劍長老/護劍童子 | 少林寺的护剑长老3名和一童子在白云洞守护着菩提剑。为了不使天下大乱，3位长老年复一年，日复一日的始终守护在剑左右。他们的功力极高，若想取得此剑，必须打胜位长老。但几年来没有人能通过比试的，他们还是无怨无悔的守护着此剑                                                            |
| 安瑞云 | 護劍長老/護劍童子 | 少林寺的护剑长老3名和一童子在白云洞守护着菩提剑。为了不使天下大乱，3位长老年复一年，日复一日的始终守护在剑左右。他们的功力极高，若想取得此剑，必须打胜位长老。但几年来没有人能通过比试的，他们还是无怨无悔的守护着此剑                                                            |
| 田西平 | 護劍長老/護劍童子 | 少林寺的护剑长老3名和一童子在白云洞守护着菩提剑。为了不使天下大乱，3位长老年复一年，日复一日的始终守护在剑左右。他们的功力极高，若想取得此剑，必须打胜位长老。但几年来没有人能通过比试的，他们还是无怨无悔的守护着此剑                                                            |
| 成龍   | 護劍長老/護劍童子 | 少林寺的护剑长老3名和一童子在白云洞守护着菩提剑。为了不使天下大乱，3位长老年复一年，日复一日的始终守护在剑左右。他们的功力极高，若想取得此剑，必须打胜位长老。但几年来没有人能通过比试的，他们还是无怨无悔的守护着此剑                                                            |
| 吴京安 | 杨坚              | 北周將軍，楊忠之子，蓮心的前夫 |
| 劉晰娟 | 鷹夫人            | 鹰夫人是嬰兒之母。—为了给自己的夫君报仇，把孩子托付给惜月，自己却和连心打得不可开交，鹰夫人最后被杀，婴儿最后被护剑长老收留。 |
| 田文濤 | 鬍鬚大漢          | 鬍鬚大漢、瘋子、風信子、雷公公、山羊鬍子、鐵蜈蚣等六人都是黑蓮教護法。他们和世人一样想取的宝剑！因此尾随着惠忍他们，看准时机，争抢菩提剑，最终投入杨坚麾下。 |
| 李長城 | 瘋子              | 鬍鬚大漢、瘋子、風信子、雷公公、山羊鬍子、鐵蜈蚣等六人都是黑蓮教護法。他们和世人一样想取的宝剑！因此尾随着惠忍他们，看准时机，争抢菩提剑，最终投入杨坚麾下。 |
| 石昆   | 風信子            | 鬍鬚大漢、瘋子、風信子、雷公公、山羊鬍子、鐵蜈蚣等六人都是黑蓮教護法。他们和世人一样想取的宝剑！因此尾随着惠忍他们，看准时机，争抢菩提剑，最终投入杨坚麾下。 |
| 徐小明 | 雷公公            | 鬍鬚大漢、瘋子、風信子、雷公公、山羊鬍子、鐵蜈蚣等六人都是黑蓮教護法。他们和世人一样想取的宝剑！因此尾随着惠忍他们，看准时机，争抢菩提剑，最终投入杨坚麾下。 |
| 陳建興 | 山羊鬍子          | 鬍鬚大漢、瘋子、風信子、雷公公、山羊鬍子、鐵蜈蚣等六人都是黑蓮教護法。他们和世人一样想取的宝剑！因此尾随着惠忍他们，看准时机，争抢菩提剑，最终投入杨坚麾下。 |
| 袁煌文 | 鐵蜈蚣            | 鬍鬚大漢、瘋子、風信子、雷公公、山羊鬍子、鐵蜈蚣等六人都是黑蓮教護法。他们和世人一样想取的宝剑！因此尾随着惠忍他们，看准时机，争抢菩提剑，最终投入杨坚麾下。 |
| 姜為群 | 王剪              | 北齊將軍。年龄相仿。有着野心，一心想把北周国拿下，而与杨坚对峙。 |

### 投城知己
| 演员        | 角色     | 介紹 |
| 尤勇        | 尉迟迥   | 北周將軍，表面正義，實際阴险狡诈，试图谋反，並指派屬下駝背老兵混入少林寺。他的公子尉迟佑却并不对皇位感兴趣，而被自己父亲手下杀手所杀 |
| 吴京安      | 杨坚     | 北周將軍，楊忠之子 |
| 郭达        | 北周武帝 | 北周皇帝，明君 |
| 法提麥·雅琦 | 宇文賀   | 有着冰清玉洁的外表。在寻找人的时候，病倒被一位老丈和一位婆婆所救起，并把她安排在自家中休息。当善良的婆婆送饭给她的时候，她却不告而别。她和惠忍从小青梅竹马。但迫于皇后的阻拦，最终惠忍去了少林寺。数年后，贺儿得知惠忍的消息便来寻他。可最终为了大周子民，他们无法修成正果。 |
| 戴天        | 尉遲佑   | 尉遲迴的兒子，心純善良，与父親尉遲迥不合，死於父親尉遲迥之手 |
| 劉子威      | 千人斬   | 船上的殺手。 |
| 翟汴江      | 駝背老兵 | 表面上是少林寺的老友，實際上是尉遲迥的屬下，幫尉遲迥助紂為虐，更是尉遲回派來混入少林寺的內奸，后死於陳惜月之手。 |
| 劉學        | 校尉     | |

### 剿滅齊國
| 演员     | 角色     | 介紹 |
| 吴京安   | 杨坚     | 北周將軍，楊忠之子 |
| 王刚     | 高洋     | 北齊皇上，高奇的堂兄，本性善良，後期變的如此心狠手辣，殺人如麻，是他自己的暴政是個昏庸無道的皇上。本來毫無暴政，現在變的如此殘暴，有可能是終極"boss"之一，與弟弟常山王不擇手段想要得到北朝政權，最終被楊緘所滅，慘死於杜錦之手。 |
| 王奎榮   | 高演     | 常山王，是高洋的亲弟弟。表面上对高洋毕恭毕敬的，實際心術不正，但也经常到处惹事。他有着一身武功，却从未露过，心里有着自己的盘算，終極"boss"，死於楊緘之手。                                                                       |
| 馮國慶   | 秦丰     | 魏朝將軍，為人正義，多次保護惠石 |
| 李奇龍   | 霸刀     | 高演的手下將領，七大高手之一。"boss"之一。武器高強，手段殘忍，無惡不作，死於魏朝將軍秦豐之手。 |
| 陰海龍   | 南詔骨仙 | 外號老仙兒，霸刀與高演的手下之一，七大高手之一。"boss"之一。雪地白狐之夫，喜歡小狐儿，後被惠石打死，造成惠石被趕出少林寺。 |
| 王雪     | 雪地白狐 | 外號小狐兒，霸刀與高演的手下之一，七大高手之一。"boss"之一。南詔骨仙之妻，喜歡老仙儿，害惠石趕出少林寺，最終被陳惜月殺死。 |
| 王振國   | 黑劍     | 霸刀與高演的手下之一，白劍的哥哥，七大高手之一。"boss"之一，后被殺害。最終被自己的弟弟誤殺。 |
| 王振華   | 白劍     | 霸刀與高演的手下之一，黑劍的弟弟，七大高手之一。"boss"之一，後悔改。最終承認誤殺自己的哥哥，被少林寺勸放下屠刀，立地成佛。 |
| 陳可     | 嗜血螞蟥 | 霸刀與高演的手下之一，七條高手之一。"boss"之一。最終被少林寺所殺。 |
| 薛勇     | 杜徹     | 楊緘的得力助手 |
| 陳躍龍   | 杜錦     | 楊緘的得力助手 |
| 齊如意   | 元文翠   | 魏朝公主，惠石的妹妹 |
| 吳婷婷   | 元魏氏   | 惠石的生母 |
| 姜為群   | 王剪     | 北齊將軍。年龄相仿。有着野心，一心想把北周国拿下，而与杨坚对峙。 |
| 僧格仁欽 | 童千斤   | 高演的手下及廢物，霸刀的手下之一，是北齊皇帝高洋的打手，七大高手之一。"boss"之一。最終被陳惜月殺死。 |

## 電視劇歌曲
| 曲序 | 曲目                   | 演唱者   |
| ---- | ---------------------- | -------- |
| 1.   | 《少林少林》（片頭曲） | 王炳志等 |

## 工作人員
- 总监制：
- 总策划：
- 监制：
- 策划：
- 编剧:
- 责任编辑：
- 美术：
- 摄影：
- 化妆：
- 服装设计：
- 统筹：
- 灯光：
- 宣传：
- 執行制片人/发行人：
- 出品人：
- 制片人/导演：
- 发行许可证号：（豫）剧审字(2007)第006号
- 鸣谢单位：中央电视台
- 承制/发行单位：河南电视台
- 协拍单位：
- 联合摄制单位：河南电视台
- 出品：河南电视台
- 制作许可证编号：甲第093号

## 花絮
该片分为6个單元，为：斷臂方丈、石柱頭、奪架挲、菩提劍、投城知己、繳滅齊國。